# 出走表
出走表（しゅっそうひょう）とは、公営競技において当日に開催される競走（レース）全ての出場選手や出走馬などが記載された番組表である。出走表は主催者が発行するものであり，予想紙とは違うので◎や△などの印は付いていない。公営競技場や主催者によって決められた場所において無料で配布されている。
出走表に載せられているのは各レースの出走メンバーやそれぞれについての主要な情報。競技の種類によって異なる。
選手や関係者のコメントなどより詳しい情報を得るには予想紙の購入が不可欠である。